# Slovenia Unita

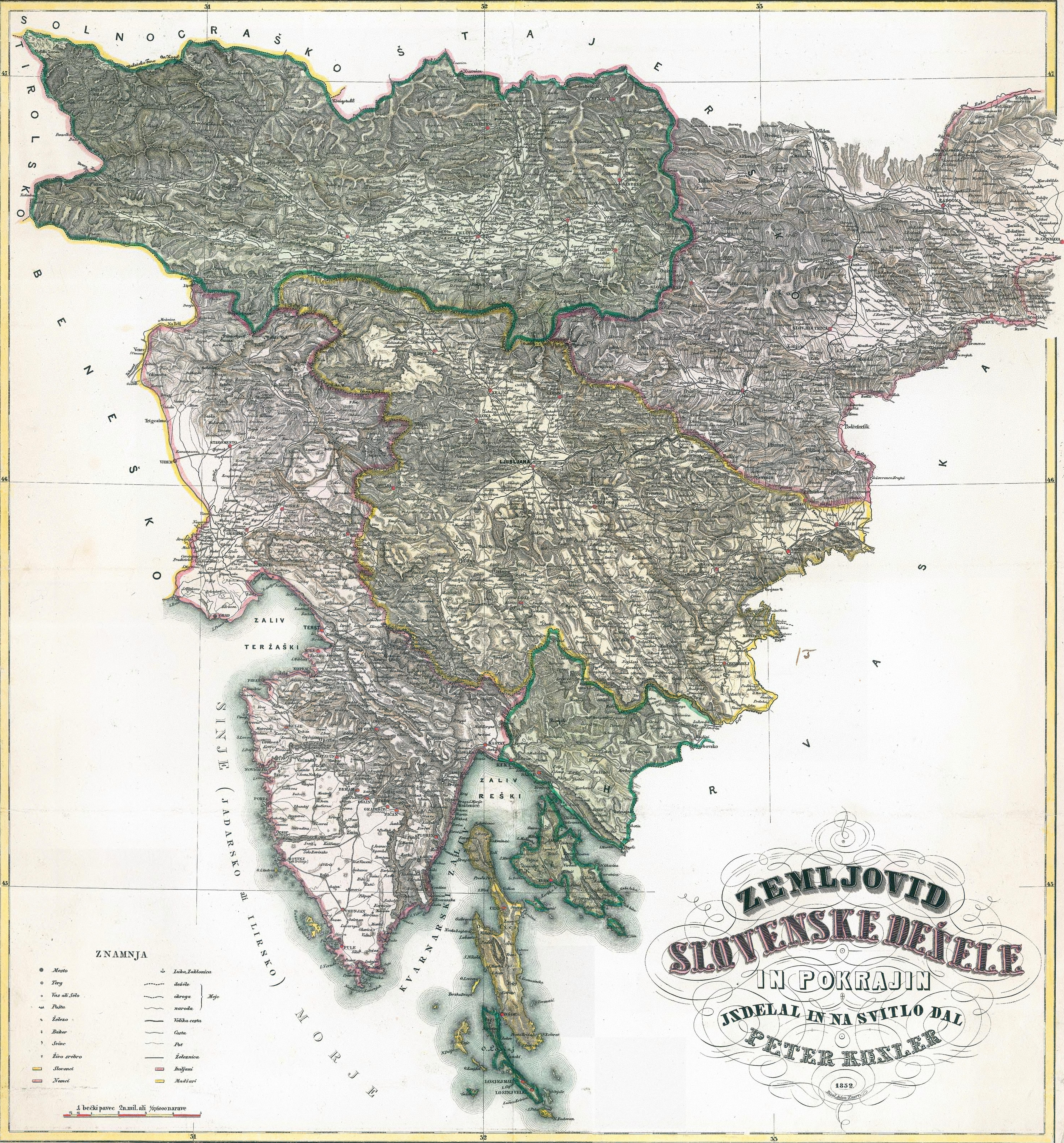
La mappa delle Terre Slovene di Peter Kosler, disegnata durante la Primavera dei popoli nel 1848. Divenne il simbolo della Slovenia Unita.

La Slovenia Unita (in sloveno Zedinjena Slovenija o Združena Slovenija) è il nome di un programma politico non realizzato del movimento nazionale sloveno, formulato durante la Primavera dei popoli nel 1848. Il programma richiedeva (a) l'unificazione di tutte le aree abitate dai sloveni in un unico regno sotto il dominio dell'Impero austriaco, (b) uguali diritti per tutti della lingua slovena e (c) ferma opposizione alla prevista integrazione della Monarchia asburgica con la Confederazione germanica. Il programma non riuscì a raggiungere i suoi obiettivi principali, ma rimase il programma politico comune di tutte le correnti all'interno del movimento nazionale sloveno fino alla prima guerra mondiale.

## Contesto storico
In seguito alla ribellione di Vienna che costrinse Ferdinando I ad abolire il feudalesimo e ad adottare una costituzione, molte nazioni dell'Impero austriaco videro la possibilità di rafforzare le proprie idee. Dopo il Congresso di Vienna del 1815, per la prima volta da secoli, tutti gli sloveni furono sotto il governo di un imperatore. Erano, però, divisi tra diverse suddivisioni politiche, vale a dire le province di Carniola, Stiria, Carinzia, Gorizia e Gradisca, Istria, Trieste, Lombardia e Veneto (la Slavia friulana ) e il Regno d'Ungheria (Prekmurje). In una tale frammentazione, un autogoverno su base nazionale era impossibile.
Il programma della Slovenia Unita fu formulato per la prima volta il 17 marzo 1848 dal prete e attivista politico sloveno carinziano Matija Majar e pubblicato il 29 marzo sul giornale nazional-conservatore Kmetijske in rokodelske novice, diretto da Janez Bleiweis. L'idea avanzata da Majar fu elaborata e articolata dalla società degli sloveni di Vienna, guidata in quel momento dal noto linguista Franc Miklošič, che pubblicò il loro manifesto il 29 aprile sul quotidiano sloveno Novice di Klagenfurt. Nello stesso periodo il geografo Peter Kozler pubblicò una mappa di tutte le Terre slovene con linee etnico-linguistiche.
Janez Bleiweis presentò queste richieste al fratello minore dell'imperatore d'Austria, l'arciduca Giovanni, che da 15 anni viveva tra gli sloveni a Maribor. I tre punti chiave del programma (la creazione della Slovenia come entità distinta, il riconoscimento della lingua slovena e l'opposizione all'adesione alla Confederazione tedesca) vennero firmati come petizione. Esistono ancora 51 fogli firmati, che dimostrano che il programma è stato ben sostenuto dalle masse. La petizione firmata fu presentata al parlamento austriaco; tuttavia, a causa della rivolta in Ungheria, il Parlamento fu sciolto prima ancora che potesse discutere la questione slovena.

## Conseguenze

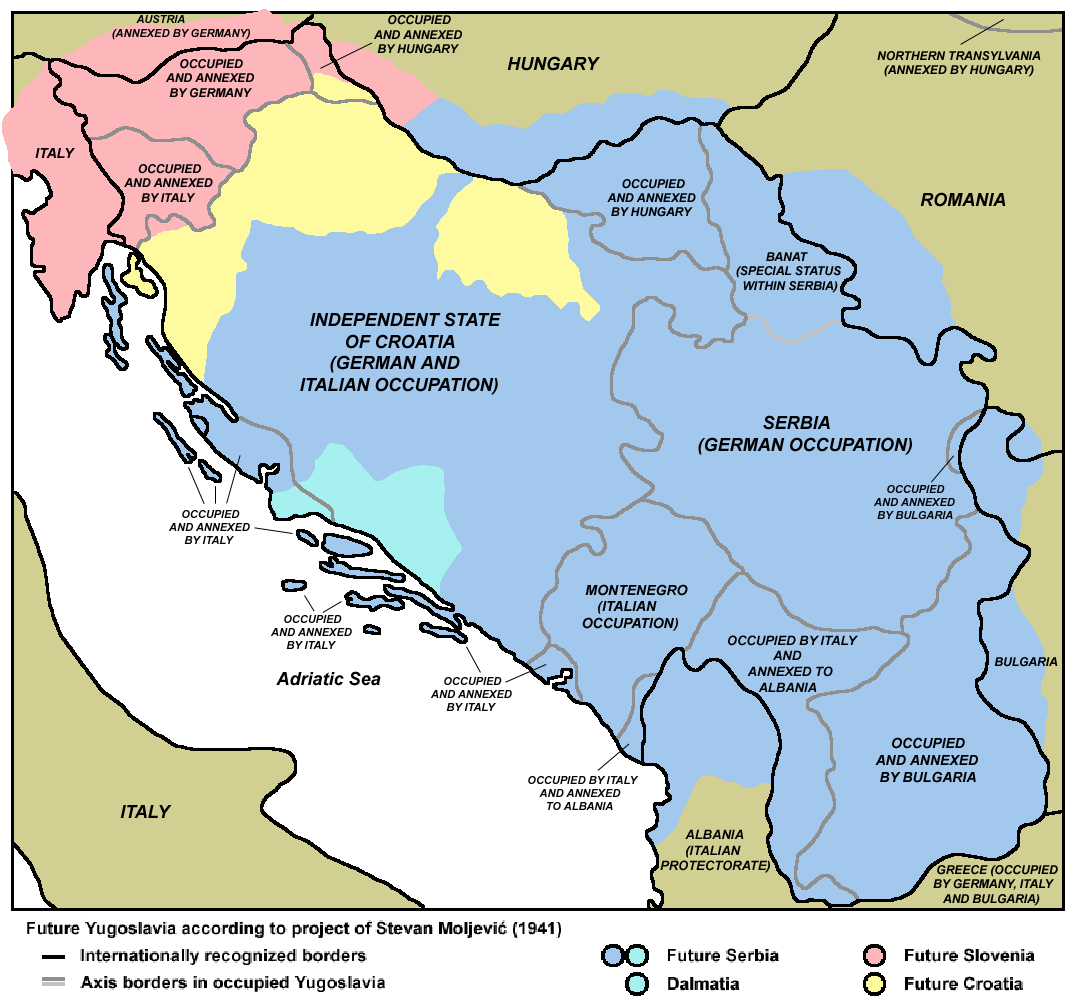
Durante la seconda guerra mondiale, il leader cetnico Stevan Moljević idealizzò un piano in base al quale Serbia e Slovenia avrebbero sostanzialmente ampliato i loro territori e avrebbero pienamente sviluppato le loro rivendicazioni territoriali dopo la liberazione dalle forze dell'Asse.

Le aspirazioni politiche degli sloveni furono soppresse dall'assolutismo del barone Alexander von Bach nel 1851, e il movimento nazionale sloveno fu riportato ad un campo quasi puramente culturale. Il programma della Slovenia Unita, tuttavia, rimase il programma politico comune di tutte le correnti all'interno del movimento nazionale sloveno fino alla prima guerra mondiale, e prese potere nel periodo dei tabori tra il 1868 e il 1871. Dopo la guerra e la dissoluzione dell'Austria-Ungheria, il programma fu parzialmente sostituito dall'idea di integrazione con altri Slavi del sud in una nazione comune, la Jugoslavia.
Dopo il crollo dell'Impero austro-ungarico nell'ottobre 1918, e la successiva creazione dello Stato degli Sloveni, Croati e Serbi e poi del Regno dei Serbi, Croati e Sloveni, un numero significativo di sloveni, soprattutto in Venezia Giulia e Carinzia, rimasero fuori dal paese. Pertanto, il programma della Slovenia Unita rimase molto presente nei dibattiti politici e intellettuali del periodo tra le due guerre. Nell'aprile 1941 fu incorporato nel manifesto del Fronte di liberazione del Popolo Sloveno. Dopo l'annessione del Litorale sloveno alla Jugoslavia nel 1947 e la spartizione del Territorio Libero di Trieste tra l'Italia e la Jugoslavia nel 1954, la principale richiesta del programma della Slovenia Unita ovvero l'unificazione della maggioranza delle Terre slovene in un'entità amministrativa politica e unificata vide il suo compimento.
Pošta Slovenije ha emesso un francobollo in occasione del 150º anniversario del movimento della Slovenia Unita.

## Elenco delle terre rivendicate
- Repubblica di Slovenia
- Istria
- Provincia di Trieste
- Friuli
- Provincia di Fiume
- Carinzia
- Valle di Rába
- Stiria
- Međimurje
- Kajkavia